# 25 Bank Street
25 Bank Street ist ein Wolkenkratzer in Canary Wharf in London. Er ist 153 Meter hoch und hat 33 Stockwerke bei einer Geschossfläche von 97.546 m². Das Gebäude beherbergte den europäischen Hauptsitz der US-amerikanischen Investmentbank Lehman Brothers bis zu deren Pleite im Jahr 2008. Zurzeit ist es die europäische Zentrale der amerikanischen Investmentbank JP Morgan.
Das Hochhaus wurde vom Architekturbüro César Pelli & Associates Architects entworfen und im Jahre 2003 fertiggestellt. Es ist zurzeit der vierzehnthöchste Wolkenkratzer Londons (Stand 2021).